# Венијамин Маринковић
Венијамин Маринковић (Вионица, код Ивањице, 7. јул 1909 — Пожега, 29. новембар 1941) био је комунистички револуционар и учесник Народноослободилачке борбе.

## Биографија
Рођен је 7. јула 1909. године у селу Вионици, код Ивањице. Основну школу је завршио у родном месту, а гимназију најпре у Ивањици, а потом у Чачку. У току школовања доста је читао и био члан литерарне дружине „Рајић“, у Чачанској гимназији. Такође је доста преводио са француског језика.
После завршетка гимназије, уписао је Филозофски факултет у Београду. Током студија приуступио је револуционарном студентском покрету. Био је учесник студентских демонстрација 1931. године, због чега је био ухапшен и протеран у родно место. Убрзо потом се вртаио у Београд и почео илегално да делује као члан Савеза комунистичке омладине Југославије (СКОЈ) и Комунистичке партије Југославије (КПЈ).
Био је један од организатора првих илегалних скојевских група на Београдском универзитету, после увођења Шестојануарске диктатуре. Крајем 1932. године је поново био ухапшен и због комунистичког деловања је провео пар месеци у злогласној „Главњачи“.
Поред веома активног партијског рада, Венијамнин је упоредо радио и студирао. Такође се и бавио превођењем марксистичке литературе и преводом марксистичких чланака из страних часописа. У току школске 1933/34. године био је члан Универзитетског комитета СКОЈ-а.
После завршених студија, радио је као наставник у гимназији у Смедеревској Паланци, Руми и Сињу. Године 1938. је премештен у Ужице, где је радио у Ужичкој гимназији. Током рада у Ужицу, веома активно се укључио у рад тамошње организације КПЈ и био укључен у рад Месног и Окружног комитета КПЈ.
После окупације Краљевине Југославије, 1941. године као члан ОК КПЈ за Ужице био је један од организатора устанка у ужичком крају. После формирања Ужичког партизанског одреда, постављен је за политичког комесара Моравичке чете. После ослобођења Пожеге, преузео је дужност комнданта места. На овој дужности је и погинуо, приликом немачког бомбардовања Пожеге, током партизанске евакуације, 29. новембра 1941. године.
Његовог отац, убијен је 1942. године од стране четника, а кућа у којој су живели у селу Девићи, је после рата проглашена за непокретно културно добро. Његово име носила је од 1964. до 1991. данашња Ивањичка гимназија. Такође једна улица у Ивањици носи његово име.